# Juan Carlos Rivero
Juan Carlos Rivero Nieto (Madrid, 25 de diciembre de 1961) es un periodista y narrador deportivo español. 

## Juventud
Nació en Madrid, el 25 de diciembre de 1961, y pasó su infancia en un barrio del sur de Madrid. Ha trabajado durante más de 30 años en RTVE y entre ellos ha podido retransmitir 5 Juegos Olímpicos (Seúl 88, Barcelona 92, Atlanta 96, Pekín 08 y Río 16). En Brasil fue el presentador de los Juegos en TVE junto a María Escario. Y en el 92 narró la primera medalla de oro que ganó el fútbol español en unos juegos, la famosa final que España le ganó a Polonia en el Camp Nou, resuelta con un gol de Kiko.

## Como periodista
Licenciado en Ciencias de la Información por la Universidad CEU San Pablo de Madrid. Cuenta además con dos cursos de Ciencias Políticas y Sociología también en la Universidad Complutense de Madrid. 
Ingresó como becario en 1984 en Radio Cadena Española a las órdenes del entonces Director de los informativos locales, Antonio San José. Enseguida se incorporó a la redacción de Deportes donde, entre otros, coincidió con una de las voces más importantes de los deportes de RNE,  José María Abad.
Desde 1989 ha  desarrollado su carrera periodística en la Redacción de Deportes de Televisión Española. Desde el primer momento, en ese año, cuando Radio Cadena se fusionó con Radio Nacional, pasó a formar parte del equipo de redacción de Estudio Estadio en TVE, además de comenzar su etapa como narrador de diferentes acontecimientos deportivos, Vueltas a España, Juegos Olímpicos y, sobre todo fútbol, acudiendo a tres Mundiales y cuatro Eurocopas.
En 1994 fue designado para sustituir a Matías Prats al frente del programa deportivo decano de la televisión en España: Estudio Estadio. 
Estuvo al frente del espacio en diferentes etapas: Entre 1994 y 1995 junto al periodista Josetxo Lizarza, más tarde en solitario y, finalmente, entre 2000 y 2004 formando tándem con Iñaki Cano.
En 2005 el entonces director de deportes de TVE, Pedro Barthe sustituyó Estudio Estadio por un nuevo programa, El Rondo. Rivero  se incorporó al equipo de El Rondo, donde además de tertuliano y presentador era el editor de TVE, el director era Alfonso Arús, el espacio que cubrió el hueco de Estudio Estadio la noche de los domingos, y que se mantuvo en la pantalla hasta el final de la temporada 2006-2007, suprimido por el primer presidente de la Corporación RTVE, Luís Fernández. 
En 2006 el entonces director de deportes de TVE, José Ángel de la Casa, le nombró director de contenidos deportivos, lo que le convertía en segundo de a bordo de los deportes de TVE. Le sustituyó Juan José Díaz en el verano de 2007, periodista que procedía del diario Marca.
Además desde 2006, comenta  los partidos de la selección de fútbol de España en La 1 de TVE y de la Liga de Campeones hasta 2015, año en el que los derechos audiovisuales pasaron al grupo Atresmedia. Se despidió de la Champions con la final de Berlín, ganada por el Barcelona ante la Juventus. 
Fue hasta 2008 el relator oficial, junto a Iñaki Cano y Julio Maldonado "Maldini" (con éste sólo en la versión de 2006), del juego de consolas Pro Evolution Soccer - Winning Eleven.
Volvió a Estudio Estadio, en 2009 con el regreso del espacio, que desde 2013 se emite en Teledeporte. Además, en  2015 colaboró también en el espacio Estado 1 en La 1 de TVE. En la actualidad dirige y presenta la tertulia futbolística que el canal Teledeporte emite por las noches, en un nuevo formato del programa Estudio Estadio, uno de los espacios televisivos más longevos de la televisión en España, que lleva más de 40 años de emisiones.